# Lejops oblongus
Lejops oblongus är en tvåvingeart som först beskrevs av Violovitsh 1979.  Lejops oblongus ingår i släktet sävblomflugor, och familjen blomflugor. Inga underarter finns listade i Catalogue of Life.